# Косово (Шуменская область)
Косово (болг. Косово) — село в Болгарии. Находится в Шуменской области, входит в общину Каспичан. Население составляет 336 человек.

## Политическая ситуация
В местном кметстве Косово, в состав которого входит Косово, должность кмета (старосты) до 2011 года исполнял Иван Иванов Иванов (коалиция в составе 3 партий: Движение за права и свободы (ДПС), Либерально-демократический союз, партия Либералы) по результатам выборов правления кметства 2007 года.